# Tachuda
Tachuda is een geslacht van vlinders van de familie tandvlinders (Notodontidae).

## Soorten
- T. albosigma Druce, 1887
- T. discreta Schaus, 1906
- T. ernea Schaus, 1939
- T. lignea Schaus, 1901
- T. marma Schaus
- T. nefanda Draudt, 1932
- T. nigella Dognin, 1911
- T. pachydexius Forbes, 1939
- T. punctum Forbes, 1939
- T. sagittula Dognin, 1914
- T. stellata Dognin, 1914